# 荒野大镖客：救赎
《碧血狂殺》是一款开放世界的西部动作冒险游戏，由Rockstar San Diego开发，Rockstar Games发行。2010年5月18日在PlayStation 3和Xbox 360上发行。它是荒野大镖客系列中继2004年《紅色死亡左輪》之后的第二部作品。
2023年8月7日，Rockstar Games宣布将本作移植到Nintendo Switch及PlayStation 4平台，DLC内容《不死梦魇》将一同包含在内，去除线上多人游戏模式，定于同年8月17日发售。游戏支持中文。
2024年10月8日宣布於2024年10月29日正式登陸PC平台。

## 遊戲玩法
游戏设定在一个第三人称视角的开放世界（類似GTA），玩家可以在游戏所设定的世界中和NPC进行互动。玩家可以骑马或者步行来环游整个架空意义下1907年的美国西部和墨西哥。游戏中的枪战有着类似子弹时间的设定，玩家可以在敌人放慢动作的一段时间内在敌人身上标记多个射击目标。游戏中有道德值系统，玩家的行为不仅会影响到玩家的名誉，而且NPC对于玩家的态度也会因之而改变。游戏设有多人模式，允许最多十六名玩家参与。
玩家除了尋找三名同伴外，還要擊退外來入侵的獵人。玩家可以幫助同伴,可以利用馬匹探索範圍非常大的美國西部，地圖也有設定一些交通工具來往各地，例如火車、馬車,而且可以在各個地方狩獵，例如鹿、黑熊，狩獵後可以將獲得的物品售賣。玩家可以酒館購買酒、進行賭博，晚上可以在郊外紮營或者加入附近營地跟旅人獲取情報。玩家需要有足夠資金購買武器，幫助同伴、狩獵、賭博都可以獲得資金，而武器可以分為左輪手槍、半自動手槍、小刀、燃燒彈、槓桿式步槍、雙管霰彈槍等。遊戲設有善惡機制，玩家如果選擇「善」路線，可以幫助警察、同伴，從而獲得收入，「惡」路線則會被警察通緝，除了被警察通緝懸賞，還會有黑幫、其他賞金獵人等加入參與而以追殺玩家來獲得賞金。

## 剧情
游戏剧情紧接《碧血狂殺2》剧情，大部分故事发生在1911年，該年被視為美国旧西部解体的最後一年。游戏的主角约翰·马斯顿曾是范德林德帮的成员，帮派分崩离析后，他诛杀了迈卡替帮派成员亚瑟·摩根报了仇。後來马斯顿的妻儿被调查局探员罗斯扣作人质，罗斯迫使他成为一名赏金猎人去追殺从前尚存的范帮成员。马斯顿别无选择，只能出发去捉拿比尔、哈维尔、德奇以让他们受到法律的制裁，在德奇跳崖自尽后，罗斯暫時放馬斯頓和他的妻兒回比徹之願。但最終羅斯率美国军队进攻比彻之愿，在馬斯頓让妻儿撤离后，他不敌羅斯一眾，最终被乱枪打死。其子杰克（Jack Marston）在1914年埋葬了自己的母親既馬斯頓的妻子艾比盖尔後找到了羅斯，最终在决斗中诛杀罗斯。

## 评价
发售之后，该游戏在Metacritic和GameRankings上均得到高分，使得它成为PlayStation 3和Xbox 360平台上最受好评的游戏之一。它的画面、音乐、开放世界的系统、剧情均得到评论家好评。据NPD集团统计，该游戏仅在当年五六月份便卖出200万份。

## 續集
- 碧血狂殺2（2018年）：前传，叙述本作12年前（1899年）的故事。